# Kilchurn Castle

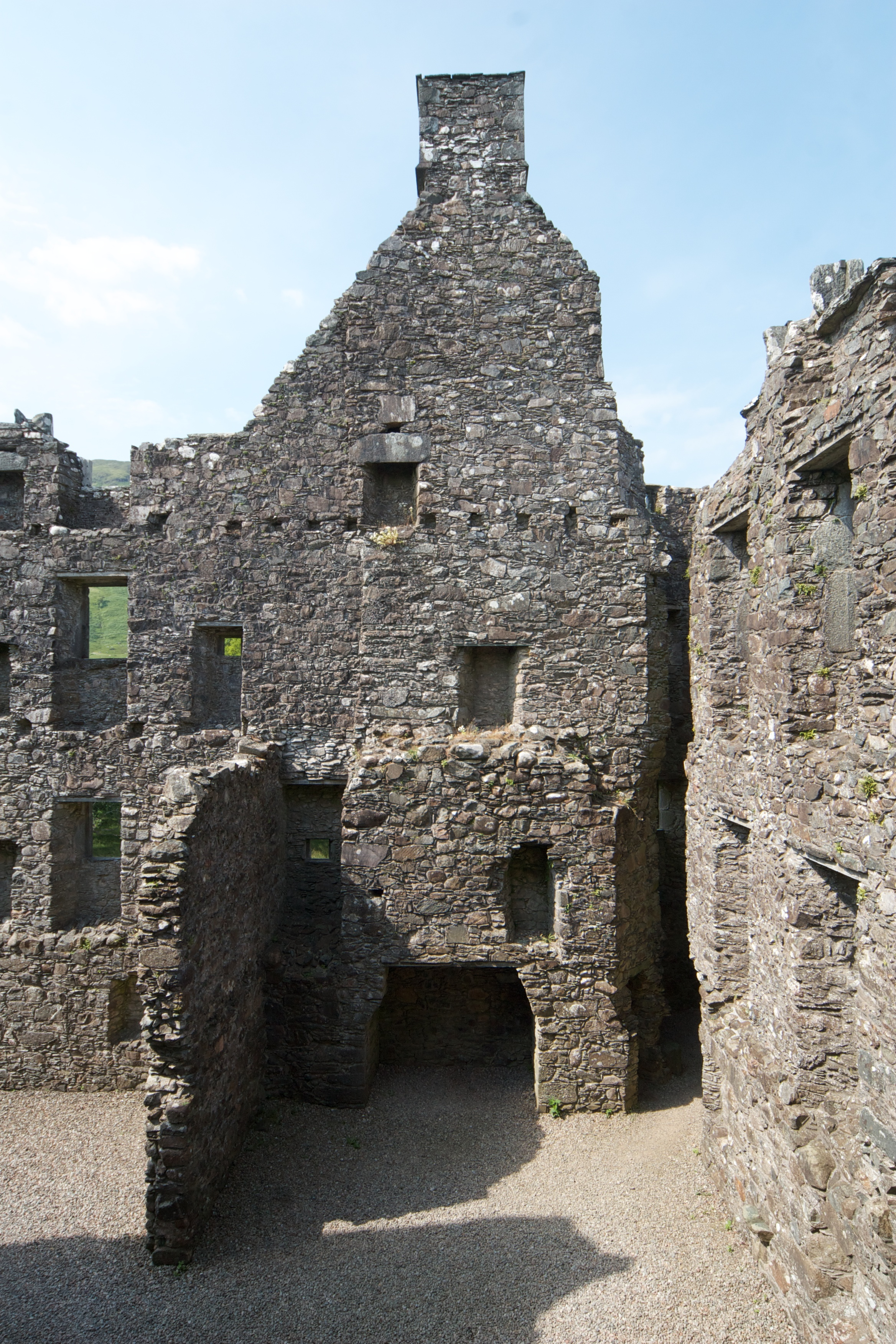
Woongedeelte.

Kilchurn Castle is (de ruïne) van een 15e-eeuws kasteel aan de noordoostelijke oever van Loch Awe in de Schotse regio Argyll and Bute.

## Geschiedenis
Het kasteel werd halverwege de 15e eeuw gebouwd door Colin Campbell, eerste Heer van Glenorchy. De merktekens van de meestermetselaars komen voor een groot deel overeen met die van Rosslyn Chapel. Dit illustreert dat meestermetselaars vaak rondtrokken binnen het land en zich voor verschillende projecten lieten inhuren. In de loop van de geschiedenis werden er aanpassingen aan het kasteel gedaan. In 1690 werd de laatste grote verandering gestart: de aanbouw van barakken met plaats voor 200 soldaten, aan de noordzijde van het complex.
Tijdens de periode van de opstanden van de Jacobieten werd het kasteel als onderkomen voor een garnizoen soldaten van de overheid gebruikt.
Rond 1740 verloor het kasteel aan betekenis, doordat de eigenaar zich ging vestigen in Taymouth Castle. Het kasteel was op dat moment nog steeds in het bezit van de clan Campbell. In 1760 heeft er een brand gewoed in het kasteel, vermoedelijk door blikseminslag. Het kasteel werd vervolgens definitief verlaten. In 1951 werd het eigendom van de staat.

## Bouw
Het kasteel werd gebouwd op een klein eiland in Loch Awe. De waterspiegel is echter in de 19e eeuw verlaagd, waardoor het eiland nu een schiereiland is geworden, dat aan de oostzijde vastzit aan het vasteland. Het complete complex heeft een ruime binnenplaats en heeft bijna de vorm van een rechthoek. De lange zijde is oost-westelijk georiënteerd. Doordat het kasteel op een eiland lag en daardoor niet overal gebouwd kon worden, is alleen in het zuidwesten de figuur van de rechthoek verstoord; deze hoek wordt scheef afgesneden.
Het kasteel werd aanvankelijk gebouwd als een woontoren met een begane grond en vier etages. Deze woontoren staat in de zuidoostelijke hoek van het complex. De poort van het kasteel bevindt zich aan de oostzijde van deze toren. Enkele jaren later werd er een aparte hal, genaamd de Laich Hall, ten westen van de woontoren gebouwd. Deze hal stond langs de "afgesneden" zuidwestelijke hoek. De Laich Hal werd later afgebroken, maar de zuidwestelijke muur bleef staan, omdat die onderdeel uitmaakte van de ommuring van het totale complex.
De barakken uit 1690 hebben een L-vormige plattegrond. Ze beslaan de gehele noordelijke muur van het complex en het gedeelte van de oostmuur dat niet ingenomen wordt door de woontoren.

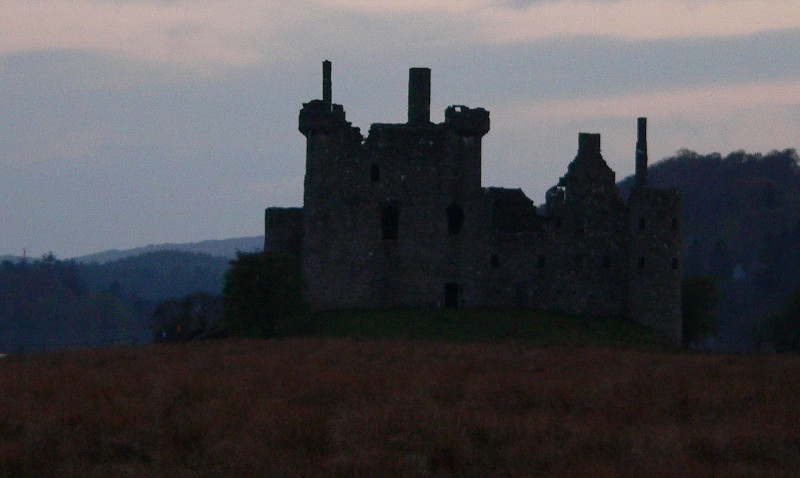
Kilchurn Castle vanaf het oosten met aan de linkerzijde de woontoren.
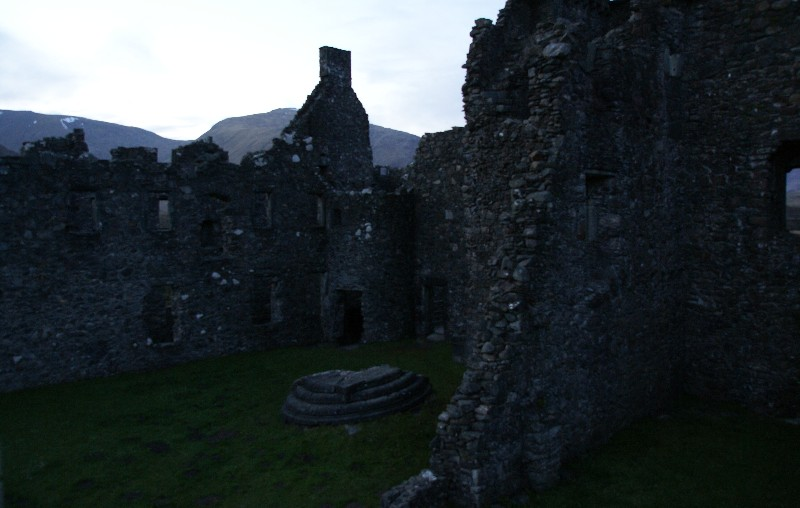
De binnenplaats vanaf het zuidwesten. In het midden ligt een omgekeerde hoektoren, die van de woontoren gevallen is.
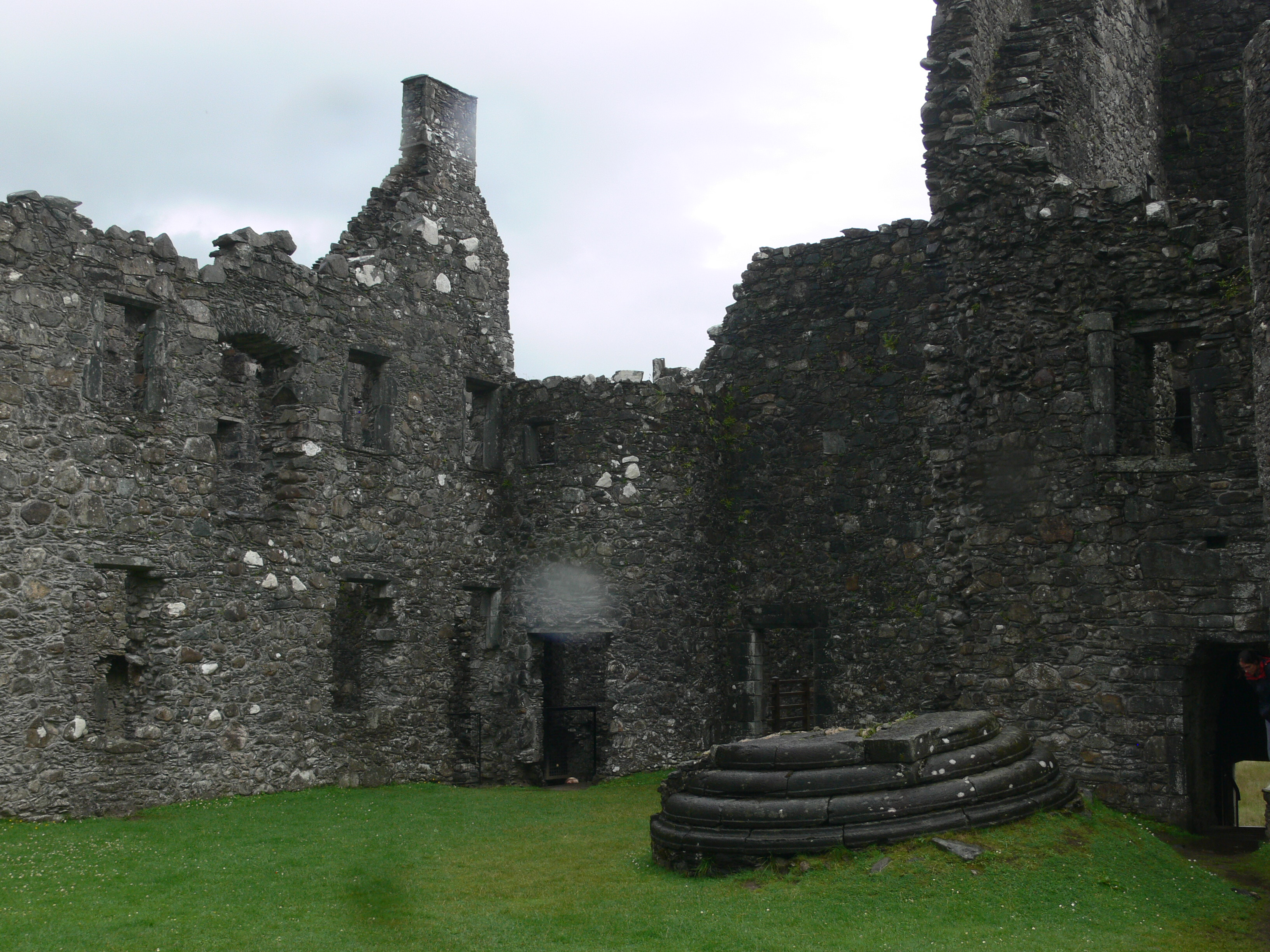
Binnenplaats
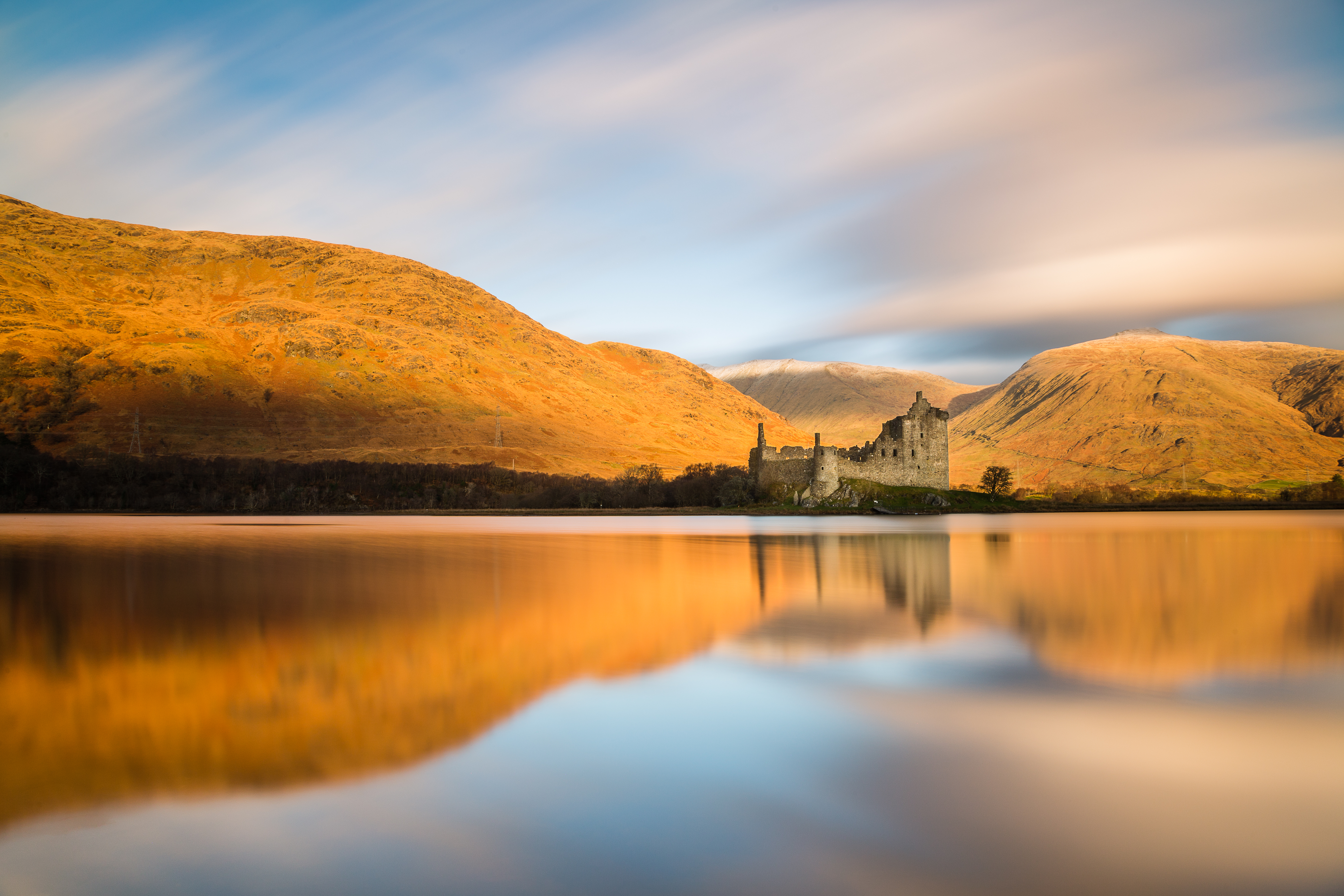
Zonsopkomst

## Beheer
Kilchurn Castle wordt beheerd door Historic Environment Scotland.